# وارلیک ورگیسی

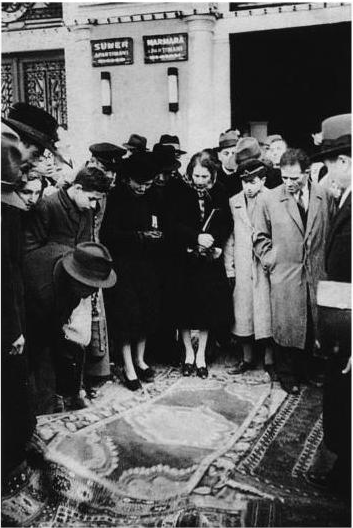
حراج اموال غیر مسلمانان، به علت عدم توانایی پرداخت مالیات

وارلیک ورگیسی (به ترکی Varlık Vergisi)، همان قانون مالیات بر دارایی یا مالیات بر ثروت است، که در سال ۱۱ نوامبر ۱۹۴۲ میلادی به تصویب رسید و مورد اجرا قرار گرفت. در تدارک برای ورود به جنگ جهانی دوم، دولت ترکیه این نوع مالیات را وضع کرد که ساکنان غیر مسلمان ترکیه را به طور نامتناسبی مورد هدف قرار داده بود. این دوره با مصادره بیشتر دارایی‌ها و املاک خصوصی متعلق به ارمنی‌ها مصادف بود. این قانون دو هدف را دنبال می‌کرد؛ اول فقر کامل مسیحیان و یهودیان ترکیه و مجبور کردن آنان به مهاجرت از کشور و دوم حذف آنان، به خصوص، ارمنیان از تجارت ترکیه و در انحصار قرار دادن آن در دست بازرگانان تُرک وابسته به دولت.
تا زمان به اجرا گذاشتن قانون مالیات بر دارایی بازرگانان ارمنی، یونانی و یهودی عمدهٔ تجارت داخلی و کل تجارت خارجی کشور را در دست داشتند و برای تهیهٔ کالاهای صادراتی و فروش کالاهای وارداتی از خرده بازرگانان، که بیشتر آنها تُرک بودند، استفاده می‌کردند اما پس از اجرای این قانون این سه قشر از بازرگانان از صحنهٔ تجارت داخلی و خارجی کشور حذف شدند و جای آنان را خرده بازرگانان تُرک گرفتند. این تصاحب موجبات شکل گیری یک طبقه بورژوازی جدید و یک طبقه متوسط انحصاری را در ترکیه فراهم آورد.

## تاریخ
طرح قانون مالیات بر دارایی را در ۱۱ نوامبر سال ۱۹۴۲ میلادی در زمان ریاست جمهوری عصمت اینونو و نخست وزیر وقت ترکیه، شکری سراج‌اوغلو به مجلس ارائه شد.روزنامه‌های ترکیه ماه‌ها قبل از ارائه این قانون به مجلس تبلیغات گسترده‌ای را علیه اقوام غیر تُرک شروع کردند و آنان را به منزلهٔ عاملان بحران اقتصادی، کمبود مواد غذایی و گسترش بازار سیاه در کشور معرفی می‌کردند. در همین حین، با دستور محرمانهٔ وزیر دارایی کلیه مراکز اقتصادی، بانک‌ها و ادارهٔ ثبت دارایی‌ها اطلاعاتی دقیق از دارایی‌های نقدی و غیر نقدی مسیحیان و یهودیان آن کشور در اختیار آن وزارتخانه گذاشت.
هدف از اجرای این قانون به ظاهر تأمین بودجه ارتش یک میلیون نفری ترکیه بود؛ ترکیه به سرعت اقدام به گسترش ارتش و تجهیز آن کرد به طوری که شمار ارتشیان را که پیش از آغاز جنگ ۲۰۷ هزار نفر بود طی یک سال به هفتصد هزار نفر و در ۱۹۴۲ میلادی به بیش از یک میلیون نفر رساند. بر مبنای منابع روسی، در صورت شکست شوروی در نبرد استالینگراد، ترکیه دست به حمله‌ای گسترده به قفقاز می‌زد. تأمین تجهیزات و نگهداری ارتشی به آن بزرگی نیازمند منابع مالی بود؛ بنابراین، یک بار دیگر توجه دولت به اموال اقوام غیرتُرک ساکن ترکیه جلب شد.
براساس قانون مالیات بر دارایی مشمولان این قانون به چهار گروه مسلمان، غیر مسلمان، تغییر دین داده‌ها، که همان تازه مسلمانان بودند و اتباع کشورهای دیگر تقسیم می‌شدند. مسلمانان و اتباع کشورهای دیگر باید ۱۲/۵ درصد از دارایی خود را به منزلهٔ مالیات می‌پرداختند اما تغییر دین داده‌ها ۲۵ درصد و مسیحیان ۵۰ درصد که از همهٔ گروه‌های دیگر بیشتر بود. در زمان اجرای این قانون از بازرگانان تُرک ۴/۹۴ درصد، از یونانیان ۱۵۶ درصد، از یهودیان ۱۷۹ درصد و از ارمنیان ۲۳۲ درصد مالیات بر دارایی مطالبه می‌شد. براساس اسناد و مدارک بایگانی‌های دولت آمریکا - که توماس اسمیت، روزنامه نگار و نویسندهٔ آمریکایی، آنها را در کتابی منتشر ساخته، در بین مسیحیان ترکیه، ارمنیان بیشترین هدف این قانون بودند.
برای پرداخت مالیات مطالبه شده پانزده تا سی روز فرصت داده می‌شد و در صورت عدم پرداخت کل یا بخشی از این مالیات، دولت اقدام به حراج اموال آن شخص برای اخذ مالیات می‌کرد. بانک‌ها، دولتمردان و بازرگانان وابسته به دولت در حراج این اموال شرکت و با نازل‌ترین قیمت اموال را خریداری می‌کردند و بدین وسیله به ثروت‌های کلانی دست می‌یافتند. در صورتی که وجوه حاصل از حراج اموال، که بیشتر آنها با نازل‌ترین قیمت صورت می‌گرفت، نمی‌توانست مالیات مورد مطالبه را تأمین کند نوبت به حراج اموال اقوام آن شخص می‌رسید و در صورتی که باز هم مالیات مورد مطالبه تأمین نمی‌شد آن شخص برای پرداخت بدهی به اردوگاه کار اجباری آش قلعه فرستاده می‌شد تا با کار برای دولت بدهی خود را بپردازد. این اردوگاه در ۲۲ کیلومتری شهری به همین نام و بر روی بلندی‌های منطقه‌ای به ارتفاع ۱۷۲۱ متر قرار داشت که یکی از مناطق سردسیر ترکیه و به سیبری ترکیه معروف است.
طبق برآورد انجام شده با اجرای این قانون طی شانزده ماه بین ۳۱۴ تا ۴۳۵ میلیون لیر یا، معادل حدود ۲۷۰ تا ۳۶۲ میلیون دلار مالیات جمع‌آوری شد؛ که (بین ۶۰ تا ۸۰ درصد از بودجه دولت) را از مصادره دارایی‌های افراد غیر مسلمان جمع‌آوری شد. (اطلاعات منتشر شده عمدتاً ناقص و گاهی تکراری اند و تا کنون به ندرت آمار و اطلاعاتی دقیق به دست آمده است، دولت توضیحات مربوط به این قانون را در پشت درهای بسته به نمایندگان مجلس ارائه کرد؛ و در نهایت، قانون مالیات بر دارایی با اکثریت آرا به تصویب رسید و به قانون شمارهٔ ۴۳۰۵ معروف شد)
بعد از شکست در جنگ جهانی دوم، دولت ترکیه مجبور به تغییر موضع در سیاست خارجی و داخلی شد و در تاریخ ۱۵ مارس ۱۹۴۴ میلادی مجلس قانون ۴۵۳۰ را تصویب کرد که براساس آن قانون مالیات بر دارایی لغو و اردوگاه‌های کار اجباری نیز تعطیل شدند اما طی شانزده ماه اجرای این قانون نه تنها اتباع مسیحی و یهودی ترکیه در فقر کامل فرو رفتند بلکه حدود نود هزار تن از آنان از ترس جانشان کشور را ترک کردند. طبق آمار ارائه شده فقط شمار ارمنیان خارج شده از کشور بالغ بر ۳۰۶۵۱ نفر بوده است.

## تحقیق مستقل
- خاطرات محمد فاییک اوکتای، از مجریان این قانون؛ کتابی به نام «فاجعه مالیات بر دارایی» ،(Varlık Vergisi Faciası - Nebioğlu Y. İstanbul 1951)
- تحقیقات آیهان آکتار، محقق تُرک، است که در پژوهش‌های خود از گزارش‌های دیپلمات‌های اروپایی و آمریکایی که در اختیار محققان قرار گرفته استفاده کرده است. کتابی به نام "سیاست مالیات بر ثروت"،(Varlık Vergisi ve "Türkleştirme" Politikaları. İstanbul: İletişim Yayınları, ۲۰۰۰)